# ویزیگوت‌ها

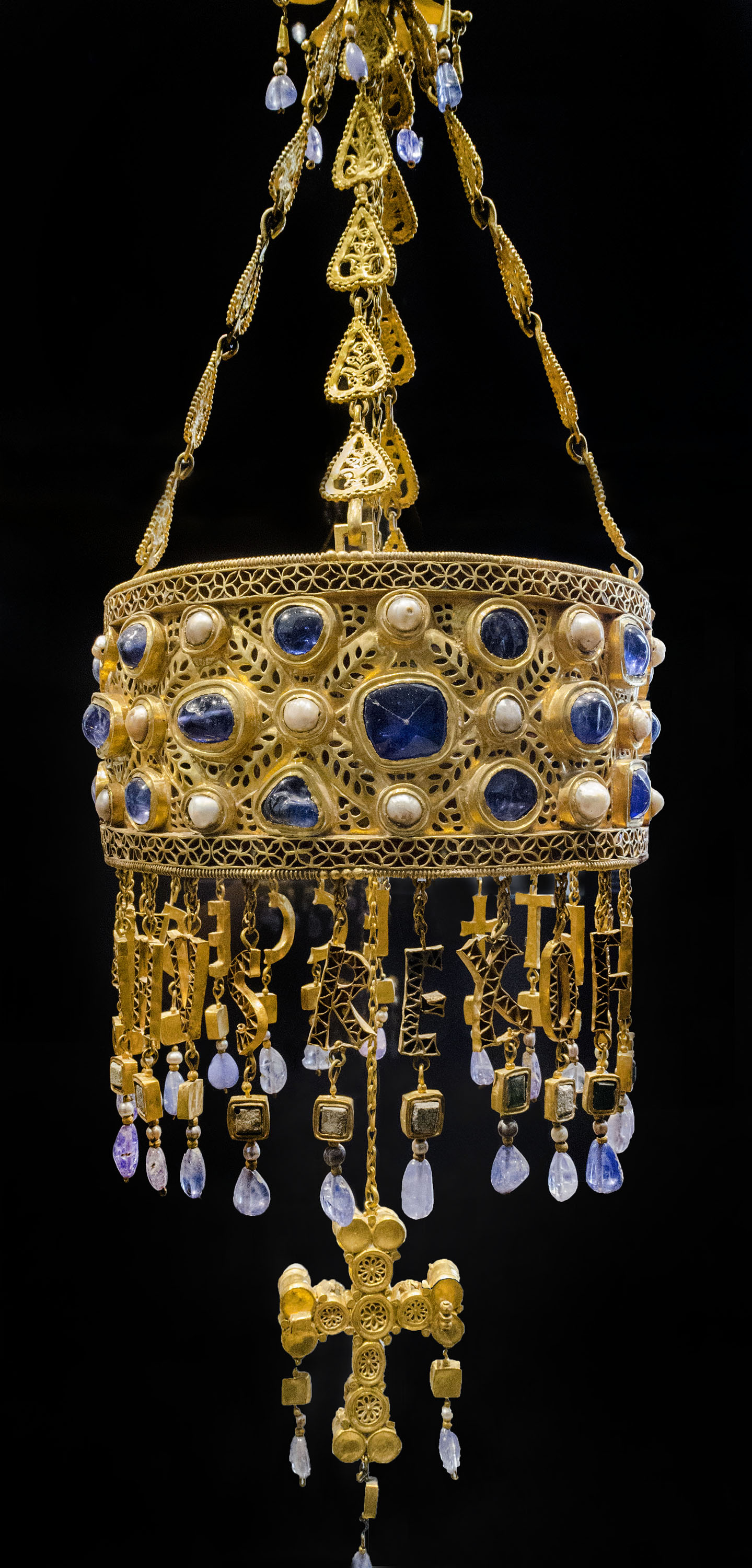
تاج یافته شده از گنج گواررازار (Treasure of Guarrazar) در مادرید

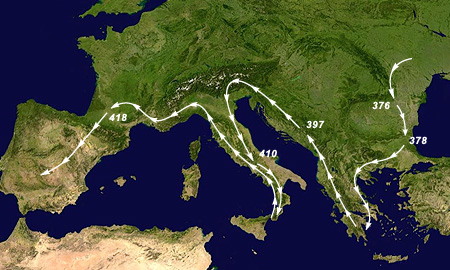
نقشه کوچ ویزیگوت‌ها

ویزیگوت‌ها یا باختَرگوت‌ها یا (لاتین: Visigothi) (به فرانسوی: Wisigoths) مردمان ژرمنیک بودند که تحت حکومت یک پادشاه متحد شده بودند و در دوران باستان پسین در داخل امپراتوری روم زندگی می کردند. ویزیگوت ها برای اولین بار در بالکان به عنوان یک بربر متحد روم تحت فرماندهی آلاریک یکم شدند. اعتقاد بر این است که منشأ دقیق آنها متنوع بوده است، اما احتمالاً شامل بسیاری از نوادگان تروینگیان‌ها می شود که در آغاز سال ۳۷۶ به امپراتوری روم نقل مکان کرده بودند و نقش مهمی در شکست رومی ها در نبرد آدریانوپل در سال ۳۷۸ داشتند. روابط بین رومی‌ها و ویزیگوت‌های آلاریک متفاوت بود، به طوری که این دو گروه در مواقعی که مناسب بود، معاهدات می‌بندند و در مواقعی که نه، با یکدیگر می‌جنگند. تحت رهبری آلاریک، ویزیگوت ها به ایتالیا حمله کردند و روم را در اوت ۴۱۰ غارت کردند.
نامدارترین نیروهای ویزیگوت زیر فرمان آلاریک یکم در سال ۴۱۰ میلادی به رم تاختند. پس از فروپاشی روم غربی ویزیگوت‌ها تا دو سده و نیم دیگر در اروپا نقش بزرگی را بازی کردند. آنها کم‌کم در آغاز سده پنجم پس از میلاد مسیح به شبه‌جزیره ایبری کوچیدند و پادشاهی‌هایی را در تولوز و تولدو برپا نمودند و نوادگانشان تا اوایل سده هشتم هم بر آن فرمان می‌راندند و سر انجام در سال ۷۱۱ به دست اعراب مسلمان که به شبه جزیره ایبری حمله کرده بودند از میان رفتند.

## تاریخچه
این قوم ژرمن در سدهٔ چهار و پنج میلادی از آن‌سوی رودخانه راین به سمت جنوب فرانسه امروزی آمده و یک پادشاهی را در نواحی شهر «تولوز» تأسیس کردند که بعدها توسط «کلوویس» پادشاه فرانک‌ها از این منطقه بیرون رانده شده و به سمت اسپانیا عقب‌نشینی کردند. با گذشت زمان، ویزیگوت‌ها در این شبه جزیره یک پادشاهی اشرافی و فئودالی ایجاد می‌کنند. در حقیقت ویزیگوت‌ها الگوی حکومت رومی را برای فرمانروایی برگزیده بودند. آنها از فرهنگ یا تمدن مشخصی برخوردار نبودند و قدرت آنها در سایه شمشیر و تاخت‌وتاز سرداران و سربازان معنا می‌یافت. در روزگار ویزیگوت‌ها، کشاورزان وابسته به زمین بودند و حق آزادی برای رفتن به جای دیگری را نداشتند.
در یک شب تابستانی در سال ۴۱۰ میلادی، ویزیگوت‌ها به شهر رم حمله کردند و به مدت سه روز بربرهای گرسنه، خانه‌های ثروتمندان را چپاول نمودند. در طول ۸۰۰ سال، این اولین باری بود که رم مورد حمله قرار گرفته بود.
در سال ۵۸۷ میلادی «ریکارد» پادشاه ویزیگوت به مسیحیت گروید و پس از آن در توسعه این دین در میان مردم اسپانیا و در شهرها و روستاها کوشید. پادشاهان بعدی اسپانیا در ترویج مسیحیت تعصب زیادی از خود به خرج دادند. آن‌ها با هر گونه آزادی دینی مخالف بودند و برای پیروان سایر ادیان کیفرهای سختی در نظر می‌گرفتند.